# Colchones Rosen
Rosen es una empresa multinacional chilena fundada, dedicada a la fabricación y comercio de colchones, textiles y muebles para el hogar y el descanso. Tiene su casa matriz en Santiago de Chile y comercializa sus productos en 11 países de Latinoamérica.

## Historia
Rosen se fundó el año 1958 en la ciudad de Temuco como una tienda local de colchonería. Durante los años 60’ la compañía se expande al resto del país e instala sus operaciones comerciales y logísticas en la ciudad de Santiago. También es el punto de partida del posicionamiento de la marca principal Rosen.
En los años 70 la empresa centra sus esfuerzos en sus procesos de investigación y desarrollo especialmente al relacionarse con expertos internacionales en colchonería. Gracias a este intercambio tecnológico se logran establecer estándares para el perfil de los consumidores latinoamericanos. Hacia finales de la década Rosen afianza su liderazgo convirtiéndose en uno de los principales fabricantes y comercializadores en Chile de colchones, box spring y textiles para el descanso.
A partir de 1978, Rosen comienza el camino para convertirse no solo en fabricante si no también ser parte de las tiendas de retail en Chile inaugurando su primera tienda propia en Santiago de Chile llamada “Dormicentro Rosen” ubicada en las calles Apoquindo con La Macarena. Hoy cuenta con 14 tiendas Rosen y 16 tiendas tipo Outlet a lo largo de todo el país.
A partir de los años 90’ la empresa comienza a expandirse hacia el resto de Latinoamérica comenzando operaciones en Argentina, Bolivia y Uruguay. Más tarde lo hace en Paraguay, Perú y Brasil.

## Patrocinio
- 1992-1994; 2013-:  Deportes Temuco
- 2011-2023:  Unión Temuco